# Oscoda megye
Oscoda megye az Amerikai Egyesült Államokban, azon belül Michigan államban található. Megyeszékhelye Mio, legnagyobb városa Big Creek Township. Lakosainak száma 8219 fő (2020. április 1.). Oscoda megye Montmorency, Alpena, Alcona, Iosco, Ogemaw, Roscommon, Crawford és Otsego megyékkel határos.

## Népesség
A megye népességének változása:
| Lakosok száma | 8614 | 8653 | 8588 | 8379 | 8251 | 8219 |
|               | 2010 | 2011 | 2012 | 2013 | 2015 | 2020 |